# Capurso
Capurso község (comune) Olaszország Puglia régiójában, Bari megyében.

## Fekvése
Baritól délkeletre, a Murgia-fennsíkon fekszik.

## Története
Első említése a 10. századból származik.

## Népessége
A lakosság számának alakulása:

## Főbb látnivalói
- San Francesco da Paola-templom
- Madonna del Pozzo-bazilika